# I Кајра (Фрозиноне)
I Кајра је насеље у Италији у округу Фрозиноне, региону Лацио.
Према процени из 2011. у насељу је живело 108 становника. Насеље се налази на надморској висини од 424 м.